# Izvoarele (Tulcea megye)
Izvoarele község Tulcea megyében, Dobrudzsában, Romániában. A hozzá tartozó települések: Alba és Iulia.

## Fekvése
A település az ország délkeleti részén található, a megyeszékhelytől, Tulcsától harmincegy kilométerre délnyugatra.

## Története
Régi török neve Alibeyköy. A kommunizmus idején a Filimon Sârbu nevet viselte, egy kommunista aktivista és szabotőr után, akit a második világháború során kivégeztek. Itt található a megye legrégebbi és legnagyobb görög nemzetiségű közössége, akik mintegy kétszáz évvel ezelőtt telepedtek le és máig megőrizték hagyományaikat és régi ünnepeiket.

## Lakossága
A nemzetiségi megoszlás a következő:
| 2002      | 2002 | 2002   |
| --------- | ---- | ------ |
| Románok   | 2707 | 69,76% |
| Görögök   | 1166 | 30,05% |
| Magyarok  | 3    | 0,07%  |
| Lengyelek | 2    | 0,05%  |
| Lipovánok | 1    | 0,02%  |
| Egyéb     | 1    | 0,02%  |
| Összesen  | 3880 | 100,0% |